# Gà Onagadori
Onagadori (chữ Nhật:尾長鶏/ Hán Việt: Vĩ trường kê có nghĩa là gà đuôi dài) hay còn gọi là gà đuôi dài Nhật Bản là một giống gà có nguồn gốc từ Nhật Bản, được nuôi để làm cảnh và tham gia trưng bày. Đây là giống gà nổi bật với cái đuôi rất dài.

## Lịch sử giống
Vào thời Edo giống gà Onagadori ra đời. Nguồn gốc giống gà Onagadori là giống gà "Shokoku" (小国 tiểu quốc), trọng lượng gà mái shokoku khoảng 1,5 kg và nặng hơn "tosajidori" và "uzurao", hai giống gà phổ biến khác ở tỉnh Kochi (trọng lượng gà mái khoảng 0,8 kg). Vào thời Taiso, gà với kích thước như vậy cần nhiều cỏ và nguồn thức ăn giàu đạm như cám gạo, chạch, cá giếc, ếch, côn trùng (cào cào, châu chấu), giun đất và ấu trùng chuồn chuồn. Những giống gà như "tomaru" và "gà Chabo" nhập khẩu từ các nước láng giềng vùng Đông Nam Á vào đầu thời Edo, được cải thiện ở Nhật và du nhập vào Kochi thông qua các nhà lai tạo.
Sự đa dạng của các giống gà tập trung vào một vùng nhất định như vậy góp phần vào sự phát triển thành công của giống gà Onagadori. Giống gà Onagadori trở nên hoàn thiện vào thời Đại Chánh (Taiso, 1912 – 1926). Là giống gà cao quý được bảo vệ bởi chính quyền Nhật Bản trong nhiều năm trời và được coi như là có vai trò quan trọng trong văn hóa Nhật Bản. Giống gà onagadori và giống gà phượng hoàng phoenix do phương Tây lai tạo, có quan hệ nhưng không phải là một.
Đợt nhập khẩu gà đuôi dài đầu tiên vào châu Âu là gà "onagadori gốc" không thay lông (non-moulting) với những cá thể đuôi dài được nhập khẩu rải rác vào châu Âu từ những năm 1800. Gà onagadori được nhập khẩu rải rác trong hơn hai trăm năm qua với nhiều cấp độ chất lượng khác nhau. Đợt nhập khẩu đầu tiên vào châu Âu bắt đầu từ những năm 1800, rồi sau đó vào các năm 1970, 1980 và 1990. Ở châu Âu có một đợt nhập khẩu ở miền nam nước Đức vào những năm 1970 với gần 40.000 euro chi phí.
Đợt nhập khẩu vào Mỹ diễn ra trong giai đoạn 1930-1940, và sau đó vào những năm 1960 cho một xưởng làm mồi câu giả (fly-tying) ở New Jersey, nơi mà từ đó lan ra toàn nước Mỹ dưới tên gọi "phoenix–onagadori." Với những dòng gà ở Mỹ, chỉ những phát hiện gần đây về đặc điểm di truyền tương tự như bộ lông của gà onagadori mới khiến các nhà lai tạo bắt đầu tái tuyển chọn đặc điểm không thay lông ở gà trống tơ 3-5 năm tuổi. Nhiều dòng gà, thậm chí cả dòng thuần, cũng bị mất gien không thay lông đặc trưng, điều giúp chúng khác biệt với những giống gà còn lại.

## Đặc điểm

### Màu
Gà onagadori độc đáo ở phần trăm lông phụng, lông măng cũng như lông mã phát triển suốt đời. Gà mái cũng tương tự như gà mái của những giống gà lông dài khác. Có nhiều cấp độ chất lượng ở gà onagadori: cấp độ cao nhất là những con có từ hai đến ba cặp lông phụng và từ 60 đến 70% lông đuôi không thay. Chất lượng của gà onagadori cũng phụ thuộc rất nhiều vào cách nuôi dưỡng và gà với chất lượng di truyền cao nhất cũng không thể phát huy được độ dài mong muốn nếu chế độ nuôi không thích hợp. 

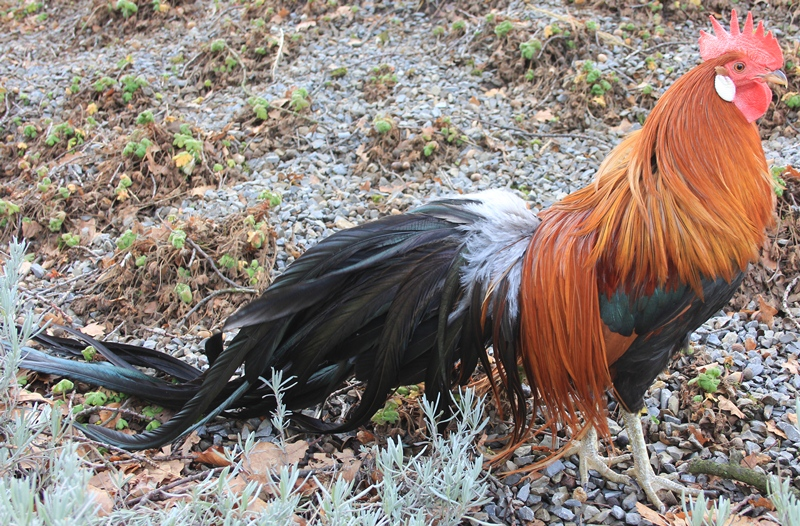

Gien đuôi dài là một đột biến từ giống gà shokoku mà nhờ quá trình lai tuyển chọn và loại chuồng tomebako khiến cho đuôi gà Onagadori dài ra một cách đáng kể. Hơn nữa, các nhà lai tạo nỗ lực khiến đuôi dài hơn nữa bằng cách đều đặn lai chéo giữa Onagadori chuối (silver gray) với Onagadori khét (brown). Kết quả phân tích gien và máu của gà Onagadori chuối với khét ở tỉnh Kochi ngày nay cho thấy rằng chúng gần với giống gà Totenko (chữ Nhật: 東天紅/đông thiên hồng) hơn là Shokoku. Nhóm máu của gà Onagadori là kết hợp giữa goshiki-shokoku với totenko và shirafuji-shokoku và hakushoku-shokoku.
Gà onagadori đầu tiên (1804 - 1830) về sau, kích thước đuôi gà được kéo dài một cách đáng kể. Vào thời Thiên Bảo (Tenpo), độ dài trên 2 m là phổ biến vào thời Minh Trị chúng lên đến 3,6 m. Cho đến thời Chiêu Hòa (1926 - 1989) độ dài khoảng 8 m là phổ biến, với ngoại lệ là độ dài 13 m vào năm 1970. Lông đuôi của một con gà chuối được ghi nhận đạt tốc độ dài từ 7 đến 10 cm mỗi tháng và một cá thể đạt độ dài đuôi đến 3 m trong 3 năm. Độ dài đuôi của biến thể khét là 8,9 m trong khi độ dài đuôi của biến thể nhạn là 10,3 m vào khoảng năm 1965.
Lông gà onagadori rất mềm ở phần ngực, có thể thổi vào đám lông và chúng sẽ nhúc nhích và dựng lên. Lông cứng là dấu hiệu của lai tạp. Gà mái đuôi phải nhiều lông, lông phụng dài và lông mã dày. Gà onagadori màu nhạn phải có chân vàng với tai trắng hanh vàng. Màu chân khác ở gà nhạn là xám ô-liu. Tai phải có màu trắng, liên kết di truyền tự nhiên với tông vàng-phớt xanh lục của sắc tố chân. Màu chuối bạc và điều không có vạch sậm màu ở giữa lông bờm và rất rất ít ở lông mã. Đấy là những đặc điểm quan trọng về màu sắc. Biến thể onagadori nhạn, Biến thể onagadori điều, Biến thể onagadori chuối bạc, Biến thể onagadori chuối lửa

### Biến thể
Các biến thể màu sắc được biết ở giống gà onagadori gồm: 
Shiroiro: trắng (nhạn): Vào thời Minh Trị, biến thể nhạn là một đột biến màu sắc của giống gà Shokoku. Thuyết khác cho rằng hai nhà lai tạo Kikujiro và Kusujiro ở thành Nankoku mua một con gà lơ-go (leghorn) từ nhà lai tạo Yasuji Matsuzakaya. Sau đó họ lai gà lơ-go với biến thể chuối tạo ra dòng gà đuôi dài màu trắng. Nhưng phân tích gien cho thấy rằng màu trắng ở giống gà onagadori là gien lặn trong khi màu trắng ở giống gà lơ-go hoàn toàn là gien trội và không có mối liên hệ di truyền nào giữa gà lơ-go với giống gà Onagadori dựa trên màu lông trắng do đó biến thể onagadori nhạn là một đột biến ngẫu nhiên từ giống gà Shokoku.
Gà Chuối (silver gray): Gà shokoku (hay "jidori") được nuôi và lai tạo một cách phổ biến ở vùng lân cận thành Nankoku và tỉnh Tosayamada-cho trong nhiều năm trời. Một cá thể shokoku với lông đuôi mọc dài liên tục đột nhiên xuất hiện và tạo nên gống gà onagadori. Thời còn được gọi là gà Goshikidori, lông cánh có các màu trắng, đen, lục, vàng và nâu và đây là biến thể mà Riemon đem dâng cho lãnh chúa Yamanouchi. Về mặt di truyền, biến thể chuối gần với giống gà shokoku hơn là totenko.
- Shirozasa: chuối bạc (black breasted silver/silver duckwing/shirofuji/shirafuji). Một số cá thể thuộc dòng này vẫn còn sống đến ngày nay ở châu Âu: Màu chuối bạc (silver duckwing) sạch và sáng, chúng mạnh mẽ hơn so với dòng Hà Lan yếu ớt nhưng không nhiều lông bằng. Chúng không thể hiện gien "nm" và vẫn thay lông như bình thường. có vài con trống với đuôi dài gần 2 m nhưng đa phần đều ngắn hơn và được thả rông ngoài trời và thể hiện những tổn thương đuôi điển hình ở gà đuôi dài trong môi trường bùn đất ẩm ướt.
- Goshiki: chuối lửa/ngũ sắc(black breasted golden/golden duckwing) (đôi khi được gọi là goshi – một biến thể rất nhạt của màu điều Akazasa, mà nhiều người Nhật tin là màu của con onagadori đầu tiên)

Shojo: khét (golden red-black tail/black-tailed buff) (màu khét được cho là đã tuyệt chủng từ cuối những năm 1980. Hiện nay, nhiều người Nhật đang nỗ lực tái tạo biến thể màu khet bằng cách lai tạo những con cùng huyết thống với những con được xuất khẩu trước đây). vào thời Minh Trị (Meiji, 1868 - 1912), một biến thể gà onagadori khét được lai tạo bằng cách lai chéo biến thể chuối với gà totenko bởi Konzo Shinohara ở tỉnh Tosayamada-cho.
Biến thể này được mọi người gọi là "wakuyato" (tên phát xuất từ nghề nghiệp của nhà lai tạo – Shinohara sản xuất khung cửi máy dệt, tiếng Nhật là "waku"). Tuy nhiên, biến thể gốc này tuyệt chủng vào năm 1943 (thời chiến tranh). Về mặt lý thuyết, biến thể khét có thể được lai tạo một cách dễ dàng bởi kiểu di truyền liên kết-giới tính (sex-linked inheritance) theo đó màu chuối mang tính trội còn màu điều "akazasa" mang tính lặn. Trạm Thí Nghiệm Sinh Vật Kochi (Kōchi Prefecture) đã tái tạo biến thể khét theo công thức
Akazasa: điều (black breasted red/red duckwing/"red bamboo"/akasasa)

## Tập tính
Gà onagadori mái đẻ và ấp trứng giỏi, nếu nuôi số lượng lớn thì nên ấp nhân tạo và nuôi gà con trong chuồng ấm và khô. Quá trình tuyển chọn dựa vào tính tình (gà quá dữ sẽ tự cắn đuôi của chính mình, gà hiền lành và thuần dễ nuôi thành công hơn), số lượng lông đuôi (mỗi con gà trống phải có trên 40 lông đuôi và lông phụng) và lông mã. Gà onagadori, vốn phát triển trong vùng khí hậu ôn hòa của đảo Shikoku, miền nam Nhật Bản, phù hợp với khí hậu không quá nóng hoặc lạnh. Nếu nuôi ở vùng lạnh hơn thì nên sưởi chuồng. Nếu nuôi ở vùng nóng hơn thì cần tạo bóng mát (cây cối…) và thông thoáng.
Nếu gà đột nhiên bị căng thẳng, chẳng hạn như bị rượt đuổi bởi chó, mèo hay trẻ con, chúng có thể phản ứng bằng cách gồng cứng lông rồi sau đó thay hết những lông này. Gà trống dùng để lai tạo thường bị rụng 3/4 số lông không thay (non-moulting) trước đó vì những hoạt động mạnh bạo khi bắt cặp. Một con gà trống khi được đem về chuồng nuôi riêng thì nhanh chóng mọc đuôi lại.